# Edoardo Agnelli (nacido en 1954)
Edoardo Agnelli (Nueva York, 9 de junio de 1954-Fossano, 15 de noviembre de 2000) fue un millonario ítalo-estadounidense, miembro de la prominente familia Agnelli, siendo hijo único de Gianni Agnelli, el patriarca industrial de Fiat. Se convirtió al Islam cuando vivía en la ciudad de Nueva York, y cambió su nombre a "Mahdi". A mediados de noviembre de 2000, fue encontrado sin vida debajo de un puente en Fossano, a las afueras de Turín.

## Biografía
Agnelli nació en la ciudad de Nueva York de padres italianos (su abuela materna era estadounidense). Su madre, Marella Agnelli (nacida Donna Marella Caracciolo di Castagneto) y su padre, Gianni Agnelli, se casaron en 1953. Edoardo Agnelli tenía una hermana, Margherita Agnelli de Pahlen. Había estudiado en el UWC del Atlántico y había leído literatura moderna y filosofía oriental en la  Universidad de Princeton.
Después de dejar Princeton, viajó a la India, persiguiendo su interés en la religión y el misticismo oriental. Según La Repubblica, las preocupaciones de Agnelli se volvieron cada vez más erráticas, dando conferencias sobre misticismo, franciscanismo y budismo, alabando a los pobres y criticando el comportamiento de Fiat. Estaba en contra del materialismo que lo hizo moverse en una dirección diferente a la de sus padres, según The Guardian.
De adulto, Agnelli afirmó ser el heredero aparente del imperio Fiat, pero su padre, que ya estaba descontento con la conversión de Edoardo al islam, se aseguró de que no lo heredara. El único cargo oficial que el joven Agnelli ocupó en las empresas familiares fue el de director de la Juventus de Turín, en cuyo cargo estuvo presente en la Tragedia de Heysel. En 1990, fue acusado de posesión de heroína pero posteriormente se retiraron los cargos.

### Conversión al islam

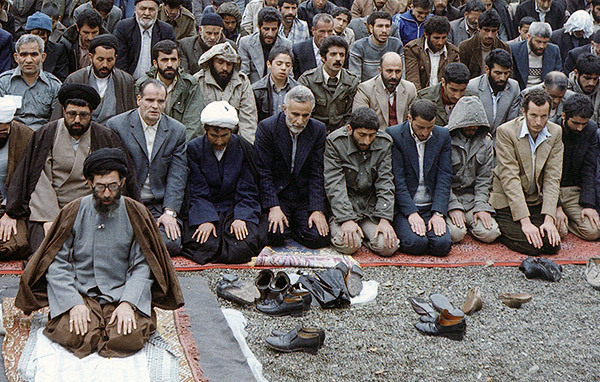
Edoardo Agnelli (derecha) participa en un Jumu'ah del Ayatollah, Ali Khamenei en Teherán, (3 de abril de 1981).

Edoardo Agnelli se convirtió al Islam sunita en un centro islámico en Nueva York donde fue nombrado "Hisham Aziz". Luego se reunió con el ayatolá Khomenei en Irán y se informó que se había convertido al Islam chiita. Según Mohammad Hassan Ghadiri Abyaneh, Agnelli declaró su fe a Fakhroddein Hejazi y se convirtió en musulmán chiita y fue nombrado "Mahdi". Dijo: "Un día, mientras estaba en Nueva York, estaba caminando en una biblioteca y el Corán me alcanzó a ver. Tenía curiosidad por saber lo que contenía. Empecé a leerlo en inglés y sentí que esas palabras eran palabras sagradas y no pueden ser palabras de hombres. Me conmovió mucho, tomé prestado el libro y lo estudié más y sentí que lo estaba entendiendo y lo creía".

## Fallecimiento
El 15 de noviembre de 2000, el cuerpo de Agnelli, de 46 años, fue encontrado cerca de Turín, en el lecho de un río debajo de un viaducto de autopista en el que se encontró su automóvil. El viaducto se conoce como el puente de los suicidios. Según un informe de Marco Ellena, el médico de la oficina de salud pública de la cercana ciudad de Cuneo, que examinó el cuerpo de Agnelli, "murió a causa de heridas mortales después de haber caído 80 metros". El informe también indicó que estaba vivo cuando su cuerpo impactó contra el suelo. Su cabeza, rostro y pecho resultaron dañados debido a la caída y una autopsia detectó algunas lesiones internas que parecían corroborar la teoría del suicidio. Nada fue inusual en la escena de su muerte y la policía no encontró nada en su automóvil, aparte de teléfonos, cigarrillos, un bastón, una libreta de direcciones y una botella de agua. Su conversión al islam y, por lo tanto, el rápido proceso de su funeral provocaron algunos rumores sobre su suicidio. Finalmente, Riccardo Bausone, el fiscal que trabajaba en el caso de Edoardo, cerró el caso de muerte y concluyó que la muerte de Agnelli fue un caso de suicidio.
Giuseppe Puppo, periodista y escritor italiano, publicó un libro sobre la muerte de Angelli en 2009, utilizando entrevistas y testimonios inéditos. Puppo considera algunos de los puntos como inconsistencias y rarezas: la ausencia de los guardaespaldas de Edoardo Agnelli; el intervalo de dos horas entre la salida de casa y la llegada al viaducto de Fossano; las cámaras de Edoardo Agnelli, cuyas imágenes nunca se han difundido; el tráfico telefónico en los dos teléfonos; la ausencia total de testigos a lo largo de un tramo de la vía que registró al menos ocho autos por minuto en ese momento; la falta de huellas dactilares en el automóvil; el entierro apresurado sin una autopsia adecuada.
Eduardo fue enterrado junto a su primo Giovannino en la bóveda de su familia, en el cementerio de Villar Perosa, cerca de los terrenos de la villa de la familia Agnelli.